# Milorad B. Protitch
Milorad B. Protitch ou Protić (6 août 1911 – 29 octobre 2001) est un astronome serbe. Le Centre des planètes mineures lui crédite la découverte de sept astéroïdes. 
L'astéroïde (22278) Protitch a été nommé en son honneur.
| (1517) Beograd     | 20 mars 1938     |
| (1550) Tito        | 29 novembre 1937 |
| (1554) Yugoslavia  | 9 septembre 1940 |
| (1564) Srbija      | 15 octobre 1936  |
| (1675) Simonida    | 20 mars 1938     |
| (2244) Tesla       | 22 octobre 1952  |
| (2348) Michkovitch | 10 janvier 1939  |